# ثيوديسيا
الثيوديسيا Theodicyأو نظرية العدالة الإلهية أو العَدالةُ الإلهيَّة أو عِلْمُ تَبْرِير العَدالَةِ الإلهِيَّة أو إثْبات العَدالَةِ الإلهِيَّة فرع محدد من الثيولوجيا والفلسفة يهتم بحل مشكلة الشر.

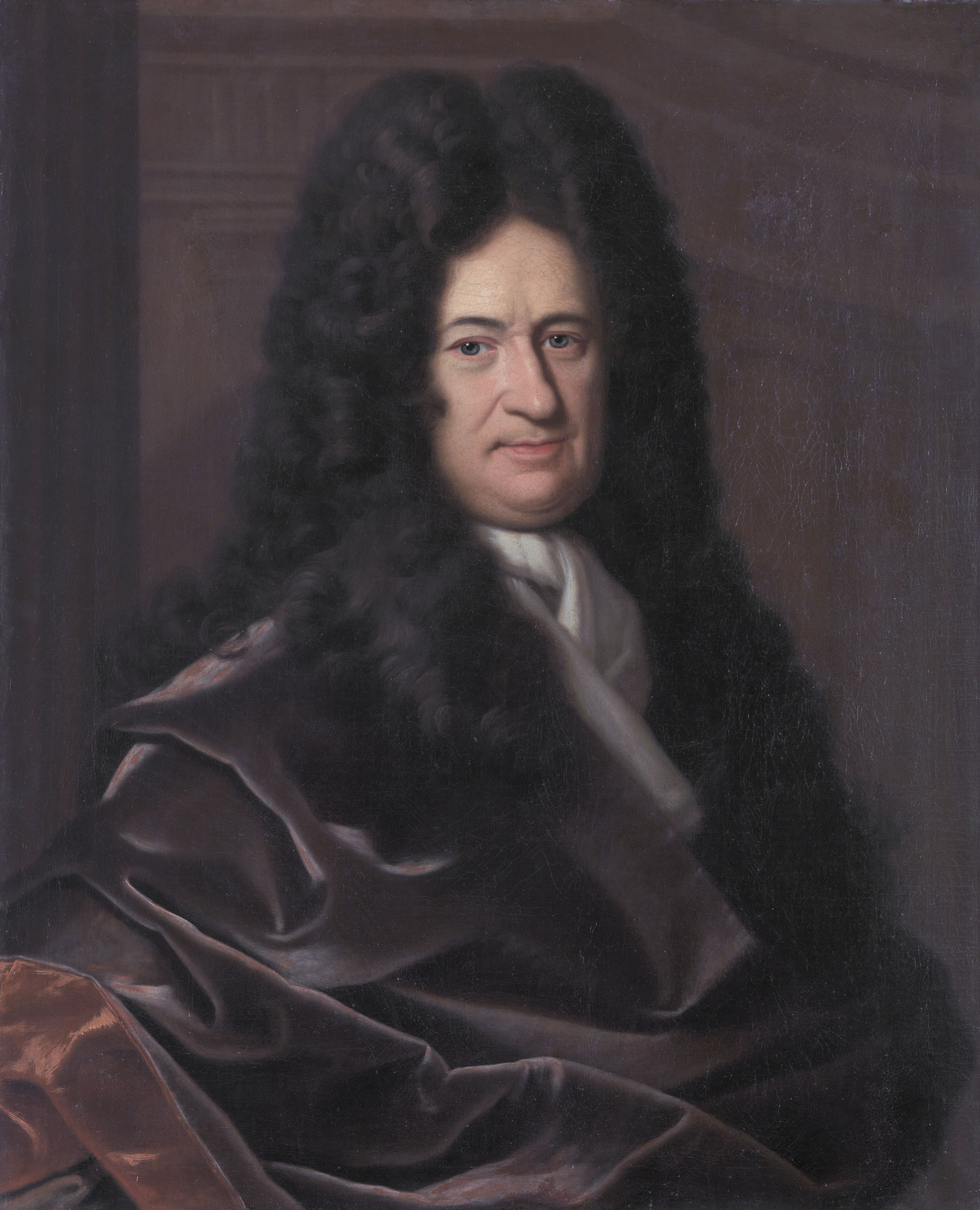
صاغ غوتفريد لايبنيز مصطلح "ثيوديسيا" في محاولة لتبرير وجود الله في ضوء العيوب الظاهرة في العالم.

يعني تبرير الله؛ للإجابة على سؤال لماذا يسمح الله الخير بمظهر شر، وبالتالي حل مشكلة الشر. تعالج بعض النظريات أيضًا مشكلة الشر الواضحة من خلال محاولة «جعل وجود إله كلي المعرفة، قدير، ورحيم متماسكة منطقية مع وجود الشر أو المعاناة في العالم.»  وعلى عكس الدفاع الديني الذي يحاول إثبات أن وجود الله ممكن منطقياً مع وجود الشر، تحاول الثيوديسيا توفير إطار يكون فيه وجود الله مقبولًا أيضًا. صاغ عالم الرياضيات والفيلسوف الألماني غوتفريد لايبنيز مصطلح «ثيوديسيا» في عام 1710 في مؤلفه Théodicée، على الرغم من طرح استجابات مختلفة لمشكلة الشر. تتبع الفيلسوف البريطاني جون هيك تاريخ الثيوديسيا الأخلاقية في مؤلفه لعام 1966، الشر وإله الحب، وحدد ثلاثة تقاليد رئيسية:
1. ثيوديسيا أفلوطين
2. ثيوديسا أوغسطين التي وضعها هيك بناء على كتابات أوغسطينوس
3. ثيوديسيا القديس إيريناوس التي طورها هيك بناءً على تفكير القديس إيريناوس

تم تحليل مشكلة الشر أيضًا من قبل علماء وفلاسفة المسلمين ما قبل الحداثة. ويرى الفيلسوف الألماني فيبر (1864-1920) أن مشكلة الثيوديسيا مشكلة اجتماعية، بناءً على الحاجة الإنسانية لشرح الجوانب المحيرة للعالم. وجادل عالم الاجتماع بيتر ل. بيرغر (1929–2017) بأن الدين نشأ بسبب الحاجة إلى نظام اجتماعي، ووضعت «ثيودوسي ضمنيًا لكل النظام الاجتماعي» لدعمه. وقد طور في أعقاب الهولوكوست عدد من اللاهوتيين اليهود استجابة جديدة لمشكلة الشر، التي تسمى أحيانًا معاداة الثيوديسيا، وتؤكد أن الله لا يمكن تبريره بشكل مجدٍ. كبديل عن الثيوديسيا اقترح الفيلسوف الأمريكي ألفين بلانتينجا دفاعًا يركز على إظهار الإمكانية المنطقية لوجود الله مع وجود الشر. وجادل بلانتنغا عن دفاع الإرادة الحرة بأن وجود الله مع وجود الشر ليس مستحيلاً منطقياً، وأن الإرادة الحرة تعلل وجود الشر دون التأثير على الاعتقاد بوجود الله.
على غرار الثيوديسيا تحاول نزعة تبرير خيرية الكون (cosmodicy) تبرير وجود الخير الأساسي للكون مقابل الشر في بعض جوانبه، ومحاولات تبرير خيرية البشر (anthropodicy) لتبرير الخير عند البشرية مقابل الشر عند أفراد منها.

## التعريف والفلسفة
كما عرفها ألفين بلانتينجا فالثيوديسيا هي «الإجابة على سؤال لماذا يسمح الله بالشر» يُعرَّف الثيوديسيا على أنها بناء لاهوتي يحاول أن يثبِّت الله استجابةً لمشكلة الشر البديهية التي تبدو غير متناسقة مع وجود إله كلي القدرة والعلم. والتعريف الآخر لثيوديسيا هو تبرير الخير الإلهي والرحمة مع وجود الشر. كلمة ثيوديسيا مشتقة من الكلمات اليونانية Θεόςheos و ē dikē . يتم ترجمة Theos «الله» ويمكن ترجمة dikē إما «محاكمة» أو «حكم». وهكذا فإن كلمة ثيوديسيا تعني حرفيًا «تبرير الله».في موسوعة الإنترنت للفلسفة، اقترح نيك تراكاكيس ثلاثة متطلبات إضافية يجب تضمينها في ثيوديسيا:
- وجهات النظر المنطقية في العالم
- الرأي التاريخي والعلمي على نطاق واسع
- مبادئ أخلاقية معقولة[14]

وتختلف الثيوديسيا كرد فعل لمشكلة الشر عن الدفاع الديني. لأن محاولات الدفاع هي لإثبات أن حدوث الشر لا يتعارض مع وجود الله، لكن الدفاع لا يقول أن الكائنات العاقلة قادرة على فهم سبب سماح الله بوجود الشر. تسعى الثيوديسيا إلى تبيين أنه من المعقول أن تؤمن بالله على الرغم من وجود أدلة على الشر في العالم، وتقدم إطارًا يمكن أن يفسر سبب وجود الشر. غالبًا ما تعتمد الثيوديسيا على لاهوت طبيعي سابق، يحاول إثبات وجود الله، ويسعى إلى إثبات أن وجود الله ما زال محتملًا بعد أن تطرح مشكلة الشر عن طريق إعطاء مبرر لسماح الله لحدوث الشر. تقدم الدفاعات الدينية حلولاً للمشكلة المنطقية للشر، بينما تحاول الثيوديسيا الإجابة عن مشكلة الشر البرهانية أو الاحتمالية. 
وتحاول الثيوديسيا حل مشكلة وجود الإله وفي نفس الوقت وجود الشر. وللحديث عن أي حل يجب أن نفترض مسبقاً وجود الإله والشر في الوجود. حيث أن حذف أي أحد من طرفي هذه المعادلة يؤدي إلى انقضاء المشكلة وعدم صلاحية طرحها كسؤال.
المشكلة من الممكن اختصارها بمحاولة إيجاد نظام متكامل يشرح وجود ثلاثة فرضيات مع بعضها البعض دون أن تناقض هذه الفرضيات بعضها البعض. الفرضيات الثلاثة هي:
1. الإله كلي القدرة.
2. الإله كلي الرحمة.
3. الشر موجود.

وجدت خلال التاريخ محاولات كثيرة لإيجاد حل لهذه المعضلة الفلسفية، منذ أن طرحها أبيقور في العصر اليوناني، وقد بلغت الدراسات التي تناولت مشكلة الشر أكثر من 4000 دراسة، وقد زاد تناولها بعد مآسي الحربين العالميتين، ومع انتشار مذهب اللذة والنزعة الفردانية، ولا زالت هذه المشكلة مطروحة في أغلب المنتديات الفكرية والفلسفية كمشكلة لتفنيد وجود الإله، أو على الأقل لتنفيد وجود إله قادر وكلي الرحمة. وتعد مشكلة الشر السبب الرئيسي لإلحاد الشباب، وقد ذكر ذلك العديد منهم سواء من بقي ملحدًا أو عاد إلى الإيمان بإله، فعلى سبيل المثال سي. إس. لويس ذكر أن هذا ما دفعه للإلحاد ثم عند التفكر في الأمر استغرب أن اعتراضه على وجود الشر يعني أنه ينطلق من أساس مسلم به بوجود الخير! وقد قاده هذا إلى تغيير موقفه لاحقًا وقدم مؤلفات قوية في معالجة مشكلة الشر في كتابه «مشكلة الشر» وكتابه «المسيحية المجردة» وغيره، أما المفكر أنطوني فلو الذي ألحد وهو مراهق وكان منظر الإلحاد لفترة خمسة عقود قبل تأليف كتابه هنالك إله فقد ذكر أن مشكلة الشر هي سبب إلحاد معظم من يعرفهم. وكذلك صرح كثير من الملحدين بأنها السبب الرئيسي لإلحادهم، بل إن المتألهة من المؤمنين يصرحون بأنها أعتى المعضلات كما صرح الفيلسوف المسيحي ألفين بلانتينغا، أما في العالم الإسلامي فطرح هذه القضية منتشر بكثافة عند الملحدين اليافعين على وسائل التواصل، وما تبعها من حوارات، ونتائج منها كتاب د. سامي العامري «مشكلة الشر» من خلال طرح نسقي سماه «ثيوديسيا الحِكَم التكاملية».

## فرق الثيوديسا عن الردود الأخرى
إن الموقف من مشكلة الشر له أشكال عديدة؛
1. إنكار وجود الشر
2. إنكار وجود تناقض بين وجود الله ووجود الشر، ويسمى الموقف الدفاعي أو التبريري بحيث لا يتناقض وجود الله مع وجود الشر منطقيًا.
3. موقف تعليل وجود الشر واتساقه مع العدل والرحمة الإلهيين وهذه هي نظرية العدالة الإلهية أو الثيوديسيا.

## أنواع الثيوديسيا
- الثيوديسيا التي طرحها ليبتنز وهو من صاغ هذا المصطلح من ثيو بمعنى «إله» وديسيا بمعنى «العدالة»
- طرح ديكارت المعارض لثيوديسيا ليبنتز
- الثيوديسيا الإسلامية التي نجدها في كتب علم الكلام وفي كتاب «شفاء العليل» وغيرها.
- ثيوديسيا المعتزلة الذين اشتهروا بشعار «العدل والتوحيد»، وابتكروا مسألة ذات صلة «منزلة بين منزلتين» لوصف مصير المؤمن العاصي.
- أنواع أخرى من الثيوديسيا ارتبطت بأديان ومذاهب ومفكرين محددين.

## أنواع الشر
مع تناول نظرية العدالة الإلهية لتبرير وجود الشر، فمن المفيد أن نذكر أن للشر أنواعًا:
1. الشر الأخلاقي؛ وهو الذي يتسبب به فاعل أخلاقي، كالسرقة.
2. الشر المادي أو الطبيعي؛ الذي لا يرتبط حدوثه فاعل أخلاقي كالبركان أو ألم الضرس.
3. الشر المجاني، وهو الذي لا يوجد مبرر ظاهر له، وهذا الأخير هو محور النقاش الفعلي بين الملحدين والمتألهين.

ويقابل الشر المجاني في الطرح التأليهي «الخير المجاني» لأنه يصعب تبريره في الرؤية الكونية للملحد كما يصعب تبرير ما يفترض أنه شر مجاني في الرؤية الكونية للمتألهة.}}
الفلاسفة واللاهوتيين المسيحيين مثل ريتشارد سوينبرن، يعرفون الشر أيضًا من حيث التأثير قائلين «... الفعل خيرًا (أو شرًا) بموضوعية إذا كان خيرًا (أو شرًا) في عواقبه». :12  تُعرّف الهندوسية الشر من حيث تأثيره قائلة «إن الشرور التي تصيب الناس (بل الحيوانات) في الحياة الحالية هي آثار الأخطاء التي ارتكبت في حياة سابقة». :34 يجادل بعض الفلاسفة المعاصرين بأن التركيز على آثار الشر ليس كتعريف لأن الشر يمكن ملاحظته دون التسبب بالأذى ويبقى شرًا.
يُعرّف «ديونيسوس» الشر من خلال الجوانب التي تُظهر غياب الخير. :37 رأى الكتاب في هذا التقليد الأشياء على أنها تنتمي إلى «الأشكال» والشر كغياب لكونها مثالًا جيدًا على شكلها: كقصور في الخير حيث يجب أن يكون الخير حاضرًا. وعلى نفس المنوال عرف أوغسطينوس أيضًا الشر بأنه غياب الخير، كما فعل اللاهوتي والراهب توما الأكويني الذي قال: «...الإنسان يُطلق عليه اسم سيء طالما أنه يفتقر إلى الفضيلة، وتُسمى العين سيئة بقدر ما تفتقر إلى قوة البصر». :37 سيئ لغياب الظهور الجيد في هيجل وهيدغر وبارث. تشبه إلى حد كبير الأفلاطونيين، ومثل أفلوطين والفيلسوف المعاصر دينيس أوبراين، الذين يقولون إن الشر هو حرمان. 
عمانوئيل كانط أول من قدم نظرية شر علمانية بحتة، حيث أعطى تعريفًا تقييميًا للشر استنادًا إلى قضيته كإرادة غير خيرة. كان له تأثير مهم على الفلاسفة مثل حنا أرندت، كلوديا كارد، وريتشارد بيرنشتاين. «...تستخدم حنا أرندت مصطلح» الشر المتطرف«للإشارة إلى شكل جديد من الأفعال الخاطئة التي لا يمكن التقاطها بمفاهيم أخلاقية أخرى.» كما يقدم المسلمون تعريفًا تقييميًا للشر بإنه نتيجة لأن العالم ليس مسلمًا تمامًا. :34 تقول كلوديا كارد أن الشر هو خطأ كبير. ويوقل آخرون مثل هيليل شتاينر إن الشر لا يتميز نوعياً متميزاً عن مجرد ارتكاب أي مخالفات.
يحدد لوك وهوبز وليبنيز الخير والشر من حيث المتعة والألم.   ويجد آخرون مثل ريتشارد سوينبرن أن هذا التعريف قاصر، قائلين: «إن خير البشر الأفراد... يتألف... من امتلاكهم لإرادتهم الحرة... والقدرة على تنمية... الشخصية... لإظهار الشجاعة والولاء، والحب، ليكونوا نافعين، ويتفكروا في الجمال ويكتشفون الحقيقة ... كل هذا [الخير] ... لا يمكن تحقيقه دون ... معاناة على طول الطريق.» :4
يعرّف بعض المنظرين الشر بما ترتبط به العواطف. «على سبيل المثال، يعتقد لورنس توماس أن الأشرار يسعدون بالتسبب في الأذى أو الشعور بالكراهية تجاه ضحاياهم (توماس 1993، 76–77).» تعرف البوذية أنواعًا مختلفة من الشر، ويعرف نوع واحد بأنه السلوك الناتج عن الفشل في الانفصال العاطفي عن العالم.
يعرف اللاهوتيون المسيحيون عمومًا الشر من حيث المسؤولية الإنسانية وطبيعة الله: «إذا أخذنا النظرة الأساسية للأخلاقيات المسيحية ... فالشر هو أي شيء يتعارض مع طبيعة الله الطيبة ... (شخصية أو سمات)». إن النظرة اليهودية، مع الاعتراف بالفرق بين المنظور الإنساني والإلهي للشر، متجذرة في طبيعة الخلق نفسه والقيود المتأصلة في قدرة المادة على الكمال؛ يتضمن عمل الإرادة الحرة إمكانية الكمال من الجهد الفردي ويترك مسؤولية الشر في أيدي البشر. :70
«[إنه] من الأمور المحورية بعمق في التقاليد الكاملة للدين المسيحي (وغيره من الأديان الغربية) أن الله محب لخلقه وهذا ينطوي على سلوكه بطريقة خيرة أخلاقياً تجاههم».  :3 داخل المسيحية «من المفترض أن يكون الله شخصيًا بطريقة ما ... كائناً أبديًا، كلي القدرة، كلي العلم، خالق الكون وحاكمه، وخير تمامًا. الوجود المطلق هو الشخص الذي يمكنه فعل أي شيء ممكن منطقيًا ... مثل هذا الوجود لا يمكن أن يجعلني موجودًا وغير موجود في الوقت نفسه، لكنه يمكنه القضاء على النجوم ... الكائن كلي العلم هو الشخص الذي يعرف كل شيء ممكن منطقيًا له أن يعرفه ... لن يعرف بالضرورة كل شيء سيحدث [أي البشر الذين لديهم إرادة حرة] إلا إذا تم تحديده مسبقًا أنه سيحدث...» :3–15 صلاح الله التام هو الخير الأخلاقي.  :15 «لقد أكد الدين الغربي دائمًا أن هناك مشكلة عميقة حول سبب الألم والمعاناة - وهو ما لن يكون هناك إذا لم يكن من المفترض أن يكون الله صالحًا من الناحية الأخلاقية. .. كائن شخصي لم يكن خيرًا من الناحية الأخلاقية لن يكون بالعظمة التي يفترض أن يكون الله بها ... [بما أن الثيوديسيا تهتم] بوجود (أو عدم) وجود نوع من الإله مع الدين الغربي، فإن هذا الفهم لتعريف الله يجب أن يصمد.» :16

## أسباب طرح الثيوديسيا
تؤدي الثيوديسيا وظيفة البحث عن معنى وبالأخص عند وجود المعاناة، يقول الفيلسوف ريتشارد سوينبرن «معظم المؤمنين بحاجة إلى ثيوديسيا، [يحتاجون] إلى سرد للأسباب التي تجعل الله قد يسمح بحدوث الشر. بدون الثيوديسيا فإن وجود الشر يعتبر ضد وجود الله.» :2

## روابط خارجيّة
- هل يوجد مصطلح مقابل ل Theodicy ؟، حسوب I/O.